# 5º Reggimento genio guastatori
l 5º Reggimento genio guastatori è una unità guastatori dell'esercito italiano, dipendente dal Comando della Brigata Meccanizzata "Sassari" di stanza a Macomer e sostituisce il 45º Reggimento Reggio.

## Storia
Costituito come reggimento Minatori il 1º novembre 1895, nacque fornendo personale per i contingenti impegnati nella guerra Italo-Turca del 1911-12.

In continua evoluzione, durante la prima guerra mondiale vennero mobilitati nove battaglioni Minatori che operarono nei diversi settori del fronte.

Nel 1919 venne trasformato in Reggimento Minatori del Genio, e venne presto sciolto il 30 settembre 1922 e ricostituito come 5º Raggruppamento Genio di Corpo d'Armata e in attuazione dell'ordinamento 11 marzo 1926, dal successivo 16 ottobre diviene 5º Reggimento Genio.

Più volte riordinato nei reparti alle dipendenze, continuò a fornire personale e mezzi ai contingenti, in particolare nella Campagna d'Africa Orientale del 1935 - 1936 ed operando così come Centro di Mobilitazione durante la seconda guerra mondiale con sede in Trieste, fino all'ennesimo scioglimento per effetto dell'armistizio del settembre 1943.

Il 5 gennaio 1951, venne ricostituito a Belluno come 5º Reggimento Genio Pionieri, mutando denominazione in 5º Raggruppamento Genio con sede in Vicenza, il 1º aprile 1954 , ed ancora in 5º Reggimento Genio con sede a Udine il 1º aprile 1955.

Durante il quadro di ristrutturazione dell'Esercito Italiano, il 1º gennaio 1976, venne costituito il 5º Battaglione Genio Pionieri "Bolsena", trasferito nel 1991 da Udine a Foggia, e successivamente il 31 agosto 1995, a Legnago (VR) alle dipendenze del Comando Regione Militare Nord Est.

Dal 1º dicembre 1997 il l 5° battaglione genio pionieri divenne parte integrante del neocostituito Raggruppamento Genio del Comando Supporti delle Forze Terrestri, fino al 1º dicembre 2000, quando cambiò per l'ennesima volta denominazione in 5º Battaglione Genio Guastatori Paracadutisti "Bolsena" ed entrando a far parte della Brigata Paracadutisti "Folgore".
Nel quadro dei provvedimenti volti alla trasformazione dell'unità, avvenne il successivo cambio di denominazione della stessa: dal 1º giugno 2001 prese il nome di 8º Battaglione (dal 2004 8º Reggimento genio guastatori paracadutisti "Folgore").
Il 1º gennaio 2003 infine, il reparto si ricostituisce nella sede di Macomer (NU) come 5º Reggimento genio guastatori, per trasformazione del preesistente 45º Reggimento "Reggio", e inquadrato nella Brigata "Sassari". Dal 2004 hanno effettuato diverse missioni di peacekeeping all'estero.

## Composizione
- Comando di Reggimento
- Comando alla Sede
- Compagnia Comando Servizi Logistici “Sirbons”
- Battaglione Guastatori Bolsena:
  - 1ª Compagnia Guastatori "Vipera"
  - 2ª Compagnia Guastatori
  - 3ª Compagnia Guastatori “Piranha”
- Compagnia Supporto allo Schieramento

## Stemma Araldico
L'araldico del 5° Rgt è composto da uno scudo di color porpora (colore dell'Arma del genio) ed un castello turrito di color oro uscente dal fianco sinistro, merlato alla ghibellina e finestrato di nero, collocato su di un mare al naturale, con tanto di onde, munito di ponte levatoio nell'atto di abbassarlo sul fossato ed accompagnato.

In alto a destra, è raffigurato uno scudetto di rosso bordato d'oro con l'alabarda di San Sergio d'argento (che sta per Trieste) e sempre in alto, ma sulla sinistra, è raffigurato uno scudetto bordato d'oro di colore verde, con all'interno una croce dorata (che sta per Pola).

Sullo scudo vi posizionata la corona turrita d'oro, accompagnata sotto da tre nastri, annodati nella corona scendenti e svolazzanti ai lati dello scudo, i quali due di azzurro filettati d'oro ed uno tricolore. Su lista bifida d'oro, svolazzante, con la concavità rivolta verso l'alto, il motto "Impervia cedant".

## Operazioni
- Operazione Antica Babilonia (Iraq ottobre 2003-febbraio 2004) intervento di peacekeeping nella forza multinazionale USA
- Operazione Antica Babilonia (Iraq dicembre 2005-giugno 2006) intervento di peacekeeping nella forza multinazionale USA
- Operazione Isaf (Afghanistan marzo 2007- dicembre 2007) intervento di peacekeeping nell'ambito del Provincial Reconstruction Team italiano di Herat)
- Operazione Isaf (Afghanistan ottobre 2009-aprile 2010) intervento di peacekeeping nell'ambito del Provincial Reconstruction Team italiano di Herat)
- Operazione Isaf (Afghanistan ottobre 2011-aprile 2012) intervento di peacekeeping nell'ambito del Provincial Reconstruction Team italiano di Herat)

## Inni
Il 5° Guastatori dispone di due inni ufficiali: l'Inno Ufficiale della Brigata Sassari, ad essa inglobato e l'Inno Ufficiale dell'Unità.
L'inno ufficiale della "Brigata Sassari" , Dimonios, è scritto in lingua sarda, nella variante logudorese.
Il Guastatore
Son guastatore arresto e distruggo
e nel mio motto viltà e paura sfuggo
sulle frontiere il mio dovere
in questa lotta il mio valore splenderà.
Rit. Son guastatore ardito e fiero lieto ardente prode e forte son guastatore vittoria o morte.
E il mio grido di battaglia leva in alto la bandiera.
Lotta e vinci o guastatore leva in alto la bandiera.
Ai miei fratelli la vita so donare
ai miei nemici l'onor non so negare.
In ogni terra vinta è la guerra
in questa lotta il mio valore splenderà.
Rit. Son guastatore ardito e fiero lieto ardente prode e forte son guastatore vittoria o morte.
E il mio grido di battaglia leva in alto la bandiera.
Lotta e vinci o guastatore leva in alto la bandiera.
Lotta e vinci o guastator!!